# Papillaria filifunalis
Papillaria filifunalis är en bladmossart som beskrevs av C. Müller 1890. Papillaria filifunalis ingår i släktet Papillaria och familjen Meteoriaceae. Inga underarter finns listade i Catalogue of Life.